# William W. Bibb
William W. Bibb (Amelia megye, 1781. október 2. – Elmore megye, 1820. július 10.) az Amerikai Egyesült Államok szenátora (Georgia, 1813–1816).